# Industrialización de la construcción
La industrialización de la construcción es el proceso mediante el cual la construcción pretende mejorar la productividad mediante una mayor mecanización y automatización. El proceso comúnmente implica modularización, prefabricación, premontaje y producción en masa.

## Antecedentes
Tradicionalmente, la construcción ha recurrido a mano de obra manual como comerciantes y subcontratistas para tareas como la instalación de elementos prefabricados. En la fase de industrialización, la construcción utiliza procesos y tecnología de fabricación para realizar la prefabricación fuera del sitio, ensamblando los componentes del edificio fuera del sitio en lugar de en el punto de instalación. A continuación, los componentes premontados se envían a la obra en unidades modulares. Este tipo de prefabricación realizada fuera de la obra se denomina a menudo trabajo de externalización.
La industrialización de la construcción también implementa principios como el Sistema de Producción Toyota y la construcción ágil para el desarrollo de sistemas de información del trabajo.
Los académicos nombran cinco etapas para la industrialización de la construcción: gestión de la mano de obra, gestión del trabajo, operaciones ajustadas, modelado y simulación, y retroalimentación de la fuente basada en el estudio de la industrialización en otras industrias.
La construcción industrial ajustada tiene un potencial de gran alcance. La construcción industrializada ofrece un marco para los cambios fundamentales necesarios en toda la industria de la construcción: pasar de un proceso de diseño desconectado a diseños totalmente digitales basados en datos de proyectos y de la compra de proyectos únicos a la compra de edificios sustentables y productizados.

## Efectos
La productividad en la industria de la construcción ha estado muy por detrás de la productividad en la manufactura en general, debido a la mayor industrialización en la manufactura en general y a la continua dependencia de la construcción de la mano de obra del campo. El principal objetivo de la construcción industrializada es aumentar la productividad y reducir costes y tiempos de proyecto mediante la mecanización. La industrialización hace más eficientes los procesos y métodos de producción y reduce la pérdida de horas de trabajo por condiciones climáticas adversas.
La industrialización de la construcción puede tener efectos positivos o negativos en los subcontratistas y trabajadores de la construcción en función de su capacidad para adaptarse a las oportunidades laborales fuera del sitio. Una mayor mecanización puede dar lugar a un cambio de la competencia de precios a la de desempeño para los contratistas.